# Tain-l'Hermitage
Pour les articles homonymes, voir Tain (homonymie).
Tain-l'Hermitage est une commune française située dans le département de la Drôme en région Auvergne-Rhône-Alpes.
Ses habitants sont dénommés les Tainois ou Tinois.

## Géographie

### Situation et description
La commune de Tain-l'Hermitage est située sur la rive gauche du fleuve Rhône et fait face à Tournon-sur-Rhône qui se trouve sur l'autre rive dans l'Ardèche.

Elle est située à 20 kilomètres au nord de Valence (préfecture) et à environ 80 kilomètres au sud de Lyon.

### Relief et géologie

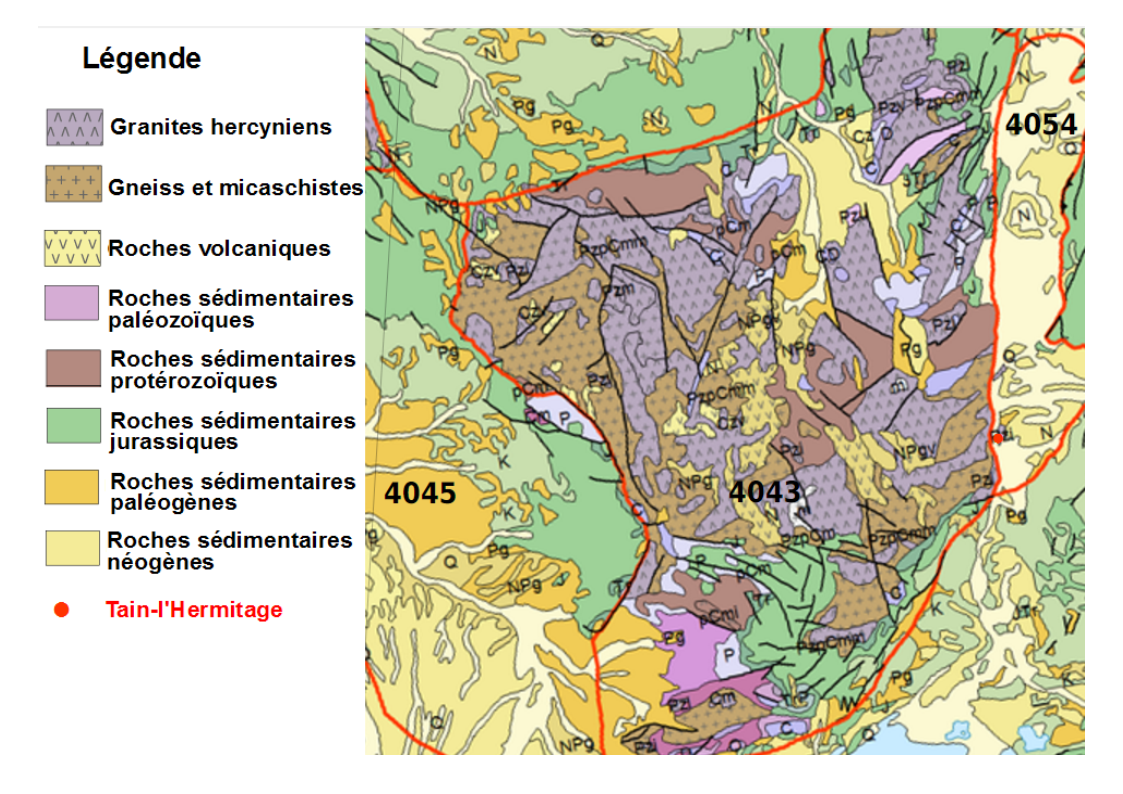
Carte géologique de Tain-l'Hermitage.

#### Géologie
Le substratum du coteau de l'Hermitage, dans la partie nord de la commune, est de nature granitique, mais il s'enfonce vite sous des terrains plus récents : lœss (limons plus ou moins calcaires déposés par les vents), terrasses d'alluvions quaternaires plus ou moins calcaires du Rhône, cailloutis pliocènes formés de cailloux alpins plus ou moins roulés, apportés par l'Isère.

### Hydrographie
La partie occidentale du territoire de la commune est bordée par le Rhône.

### Climat
Pour des articles plus généraux, voir Climat d'Auvergne-Rhône-Alpes et Climat de la Drôme.
En 2010, le climat de la commune est de type climat du Bassin du Sud-Ouest, selon une étude du Centre national de la recherche scientifique s'appuyant sur une série de données couvrant la période 1971-2000. En 2020, Météo-France publie une typologie des climats de la France métropolitaine dans laquelle la commune est dans une zone de transition entre le climat de montagne et le climat méditerranéen et est dans la région climatique  Moyenne vallée du Rhône, caractérisée par un bon ensoleillement en été (fraction d’insolation > 60 %), une forte amplitude thermique annuelle (4 à 20 °C), un air sec en toutes saisons, orageux en été, des vents forts (mistral), une pluviométrie élevée en automne (250 à 300 mm).
Pour la période 1971-2000, la température annuelle moyenne est de 12,6 °C, avec une amplitude thermique annuelle de 17,8 °C. Le cumul annuel moyen de précipitations est de 897 mm, avec 7,4 jours de précipitations en janvier et 5,7 jours en juillet. Pour la période 1991-2020, la température moyenne annuelle observée sur la station météorologique de Météo-France la plus proche, « Mercurol », sur la commune de Mercurol-Veaunes à 4 km à vol d'oiseau, est de 13,4 °C et le cumul annuel moyen de précipitations est de 864,4 mm,. Pour l'avenir, les paramètres climatiques de la commune estimés pour 2050 selon différents scénarios d'émission de gaz à effet de serre sont consultables sur un site dédié publié par Météo-France en novembre 2022.
| Mois                                  | jan.           | fév.           | mars            | avril         | mai          | juin           | jui.          | août           | sep.           | oct.          | nov.            | déc.           | année      |
| ------------------------------------- | -------------- | -------------- | --------------- | ------------- | ------------ | -------------- | ------------- | -------------- | -------------- | ------------- | --------------- | -------------- | ---------- |
| Température minimale moyenne (°C)     | 1,4            | 1,7            | 4,2             | 7             | 10,9         | 14,3           | 16            | 15,6           | 12             | 9,1           | 4,8             | 2,1            | 8,3        |
| Température moyenne (°C)              | 4,7            | 5,8            | 9,5             | 12,7          | 16,7         | 20,7           | 22,8          | 22,4           | 18,1           | 14            | 8,5             | 5,3            | 13,4       |
| Température maximale moyenne (°C)     | 8              | 9,9            | 14,8            | 18,4          | 22,6         | 27             | 29,6          | 29,2           | 24,1           | 18,9          | 12,3            | 8,5            | 18,6       |
| Record de froid (°C) date du record   | −11,8 11.01.10 | −10,3 05.02.12 | −9,2 02.03.05   | −3,1 08.04.03 | 2,2 07.05.19 | 6,4 14.06.1995 | 8,2 13.07.00  | 7,1 30.08.1998 | 2,7 30.09.1995 | −4,3 26.10.03 | −5,3 23.11.1998 | −11,2 05.12.10 | −11,8 2010 |
| Record de chaleur (°C) date du record | 20 19.01.07    | 22,2 24.02.20  | 25,8 25.03.1994 | 30,4 23.04.07 | 34 24.05.09  | 39,2 27.06.19  | 40,1 24.07.19 | 41,4 13.08.03  | 34,5 16.09.20  | 28,9 02.10.23 | 22,3 01.11.22   | 19,5 05.12.06  | 41,4 2003  |
| Précipitations (mm)                   | 57,5           | 41,4           | 41,8            | 65,5          | 80,4         | 55,1           | 55,4          | 67,6           | 102,3          | 130,6         | 115,2           | 51,6           | 864,4      |

## Urbanisme

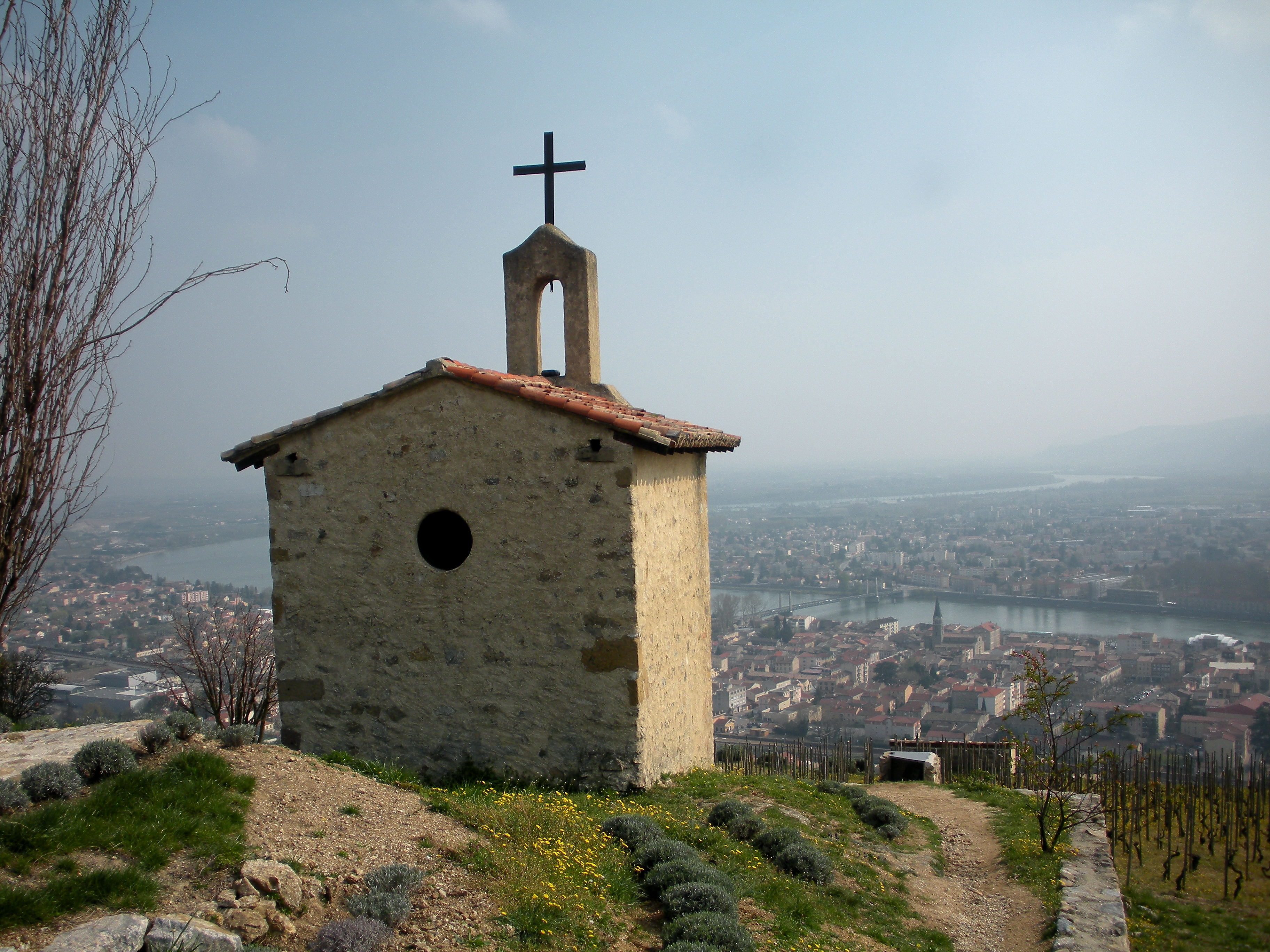
Vue depuis la chapelle Hermitage.

### Typologie
Au 1er janvier 2024, Tain-l'Hermitage est catégorisée centre urbain intermédiaire, selon la nouvelle grille communale de densité à 7 niveaux définie par l'Insee en 2022.
Elle appartient à l'unité urbaine de Tournon-sur-Rhône, une agglomération inter-départementale dont elle est ville-centre,. Par ailleurs la commune fait partie de l'aire d'attraction de Valence, dont elle est une commune de la couronne,. Cette aire, qui regroupe 71 communes, est catégorisée dans les aires de 200 000 à moins de 700 000 habitants,.

### Occupation des sols
L'occupation des sols de la commune, telle qu'elle ressort de la base de données européenne d’occupation biophysique des sols Corine Land Cover (CLC), est marquée par l'importance des territoires artificialisés (54,9 % en 2018), en augmentation par rapport à 1990 (44,6 %). La répartition détaillée en 2018 est la suivante : zones urbanisées (40,9 %), cultures permanentes (30,3 % vergers et surtout vignes), zones industrielles ou commerciales et réseaux de communication (14 %), eaux continentales (10,9 %), zones agricoles hétérogènes (2,1 %), forêts (1,7 %). L'évolution de l’occupation des sols de la commune et de ses infrastructures peut être observée sur les différentes représentations cartographiques du territoire : la carte de Cassini (XVIIIe siècle), la carte d'état-major (1820-1866) et les cartes ou photos aériennes de l'IGN pour la période actuelle (1950 à aujourd'hui).
Tain-L'Hermitage est au cœur de l'appellation contrôlée viticole Crozes-Hermitage qui regroupe 11 communes, avec des terroirs variés, des coteaux en forte pente, comme le Coteau des Pends, aux qualités exceptionnelles, qui domine le centre-ville historique, mais aussi les terrains plats des terrasses alluvionnaires de l'Isère. Le cépage dominant à 90% est la syrah qui donne les vins rouges; les vins blancs, qui représentent 10 % de la production sont élaborés à partir des cépages marsanne et roussane.

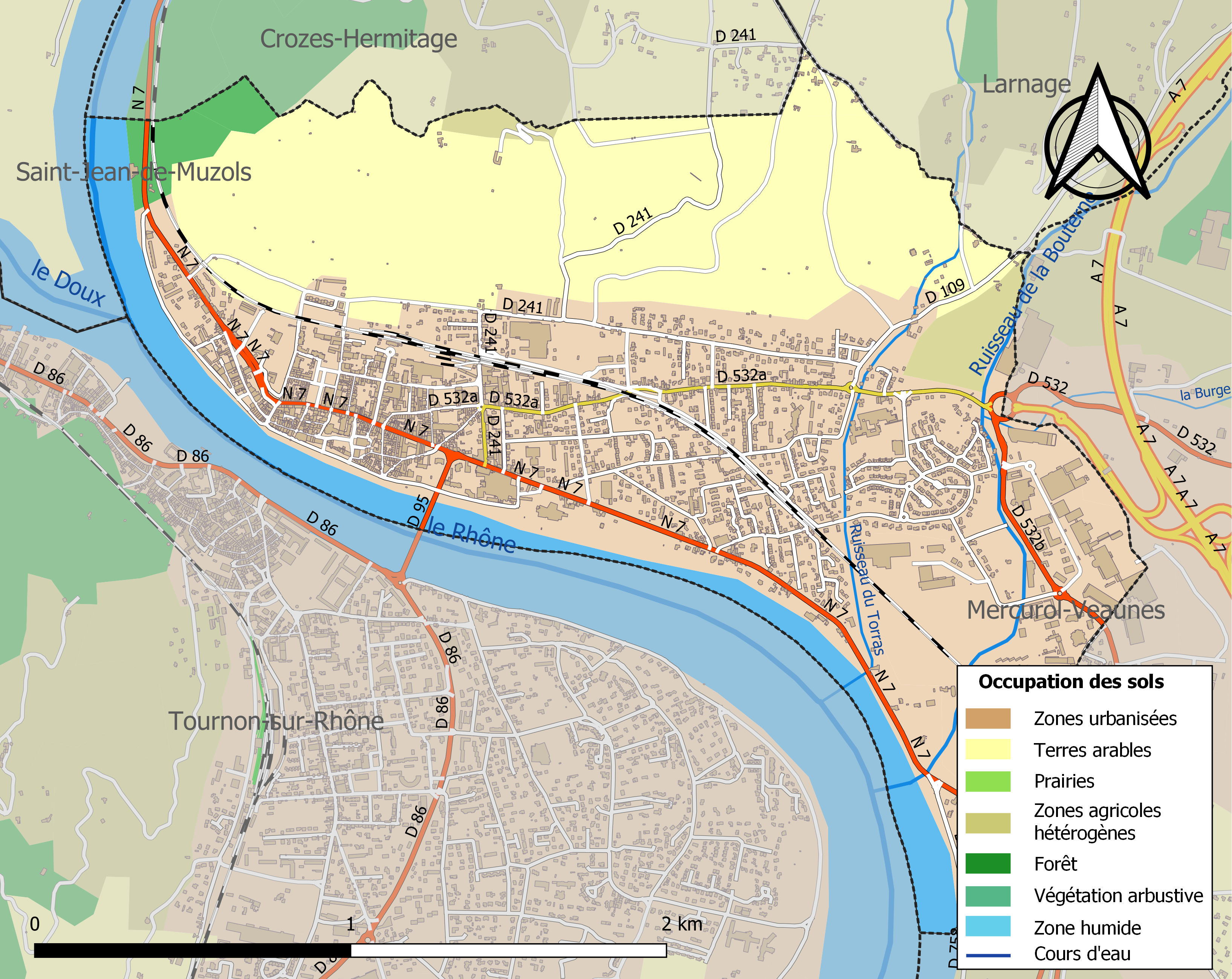
Carte des infrastructures et de l'occupation des sols de la commune en 2018 (CLC).

### Morphologie urbaine

#### Quartiers, hameaux et lieux-dits
Site Géoportail (carte IGN) :
- la Croix
- la Teppe (ESAT)
- Laya
- le Colombier
- le Pont Neuf
- les Bessards
- les Diognières
- les Murets
- les Pillettes
- les Prés
- les Vercandières
- Love et l'Île
- Torras

### Voies de communication et transports
La commune est traversée par la route nationale 7 et par les routes départementales 95N (vers Tournon-sur-Rhône), 532 (vers Romans-sur-Isère).
Elle est accessible par l'autoroute A7. Le péage le plus proche (numéro 13) porte son nom mais il est situé sur la commune limitrophe de Mercurol.
La commune possède une gare sur la ligne de Paris-Lyon à Marseille-Saint-Charles. Elle est desservie par des TER Rhône-Alpes reliant Lyon à Valence ; certains vont jusqu'à Marseille.

## Toponymie

### Attestations
Dictionnaire topographique du département de la Drôme :
- Ve siècle : Tegna (Table de Peutinger).
- 996 : mention de l'ager : ager Tegnensis (cartulaire de Romans, 151).
- 1000 : mention de l'ager appelé aussi « pays » : pagus Tegnensis (cartulaire de Romans, 90).
- 1020 : mention de l'ager : ager Tecnensis (cartulaire de Romans, 24).
- 1064 : villa Tingno (cartulaire de Romans, 53).
- 1111 : mention du prieuré : prioratus de Tegno (cartulaire de Romans).
- 1282 : Tinctum (visites de Cluny).
- 1296 : Tynctum (visites de Cluny).
- 1302 : Tintum (visites de Cluny, p. j. 17).
- 1395 : Estain (Bull. d'hist. ecclés., III, 120).
- 1445 : Taing (Valbonnais; I, 90).
- 1503 : L'Esteyen (Bull. d'hist. ecclés., III, 136).
- 1521 : mention de la paroisse : ecclesia Tincti (pouillé de Vienne).
- 1534 : Tainct (archives de la Drôme, E 3723).
- 1549 : Tein (rôle de tailles).
- XVIe siècle : mention du prieuré : prioratus Beatae Mariae de Tincto (pouillé gén., 78).
- XVIIe siècle : Thein et Thain (rôle de tailles).
- 1891 : Tain, commune, chef-lieu de canton de l'arrondissement de Valence.

- 1920[réf. nécessaire] : Tain-l'Hermitage.

### Étymologie
La première partie du toponyme dérive de Tegna, nom d'un village gaulois perché.
La deuxième partie, -l'Hermitage (ajouté en 1920), fait référence à l'ermitage situé sur la colline, choisi par le chevalier Sterimberg qui rentrait de la croisade contre les Cathares[réf. nécessaire].

## Histoire

### Protohistoire
Le territoire appartient à la Civitas de la tribu gauloise des Allobroges.
La commune est l'un des lieux proposés pour la bataille du confluent, en 121 avant notre ère, entre les Gaulois de Bituitos et les légions Romaines[réf. nécessaire].

### Antiquité: les Gallo-romains
La première cité avait pour centre l'actuelle place du 8 mai 1945, juste au nord de l'église paroissiale[réf. nécessaire].
Elle se trouvait sur le parcours de la via Agrippa qui remontait la vallée du Rhône jusqu'à Vienne.

Une borne milliaire a été découverte.
Le monument le plus ancien est le Taurobole, un autel romain daté de 184. Il a été offert à la déesse Cybèle pour la conservation de l'empereur Commode. On y sacrifiait des taureaux en l'honneur de la déesse. Il se trouvait à l'origine près de la chapelle Saint-Christophe.

On pense qu'il y avait à l'emplacement même de cette chapelle, située au sommet de la colline de l'Hermitage, un temple romain plus ancien dédié à Hercule[réf. nécessaire].

### Du Moyen Âge à la Révolution
Vers 950, le village « descend », sous l'influence d'un prieuré clunisien.
La chapelle (Saint-Christophe ?) est nommée dans un texte d'archives de 1100. Elle appartenait à un prieuré rattaché à Saint-André-le-Bas de Vienne[réf. nécessaire].
La seigneurie :
- Au point de vue féodal, Tain était une terre (ou seigneurie) du fief des dauphins.
- XIIe siècle : possession des Tournon.
- 1309 : les Tournon donnent une charte de libertés municipales aux habitants.
- 1644 : la terre passe (par héritage) aux Lévis-Ventadour.
- 1694 : elle passe (par mariage) aux Rohan-Soubise.
- 1785 : elle passe aux Mure de Larnage, derniers seigneurs.

Le 8 avril 1350, eut lieu le mariage du dauphin Charles avec Jeanne de Bourbon.
Démographie :
- 1688 : 140 à 180 familles.
- 1789 : 335 chefs de famille.

Avant 1790, Tain était une communauté de l'élection et subdélégation de Valence et du bailliage de Saint-Marcellin.
Elle formait une paroisse du diocèse de Vienne dont l'église, dédiée à la sainte Vierge, était celle d'un prieuré de l'ordre de Saint-Benoît (filiation de Cluny) qui était connu dès le XIIe siècle. Ce prieuré fut uni en 1383 au collège de Saint-Martial d'Avignon. Son titulaire était collateur et décimateur dans la paroisse de Tain (Drôme), ainsi que dans celles de Mauves, de Glun et de Tournon (Ardèche).

L'« ager » (ou territoire de Tain), appelé aussi « pays » comprenait, avec la commune de Tain, celles de Chanos-Curson, Chantermerle, Larnage et Mercurol.

### De la Révolution à nos jours

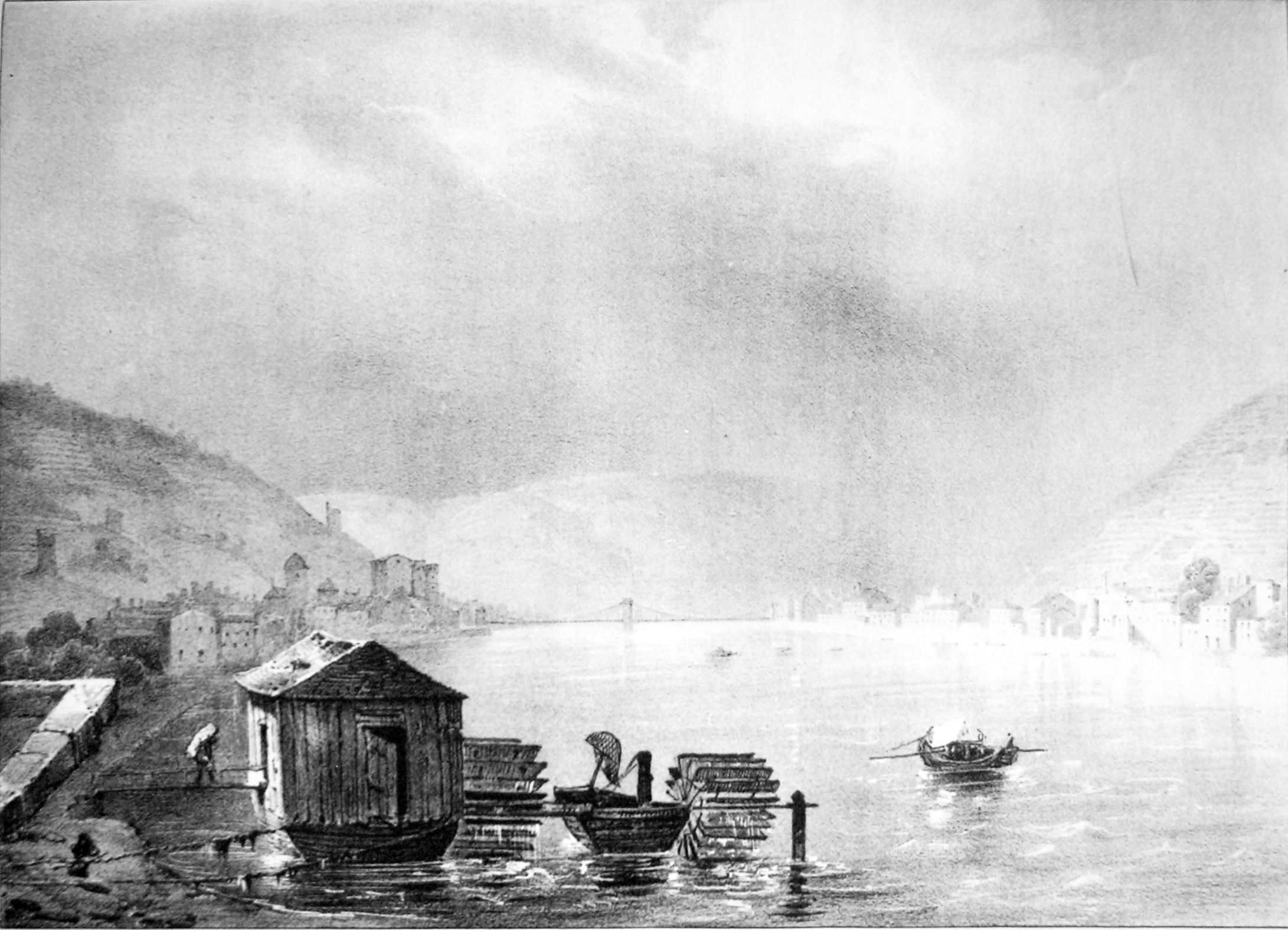
Tain au XIXe siècle illustrée par Victor Cassien (1808-1893).

En 1790, Tain devient le chef-lieu d'un canton du district de Romans, comprenant les municipalités de Croze, Érôme, Larnage et Tain.

La réorganisation de l'an VIII (1799-1800) place ce canton dans l'arrondissement de Valence et il a été alors augmenté des communes de Beaumont-Monteux, Chanos-Curson. Chantemerle, Mercurol, la Roche-de-Glun et Veaunes, auxquelles se sont ajoutées, par le fait d'érections nouvelles, celles de Serves et du Pont-de-l'Isère.

#### Histoire récente
Le 8 juin 2021, Emmanuel Macron, président de la République française, en visite dans la commune, est giflé par un homme lors d'un bain de foule.

## Politique et administration

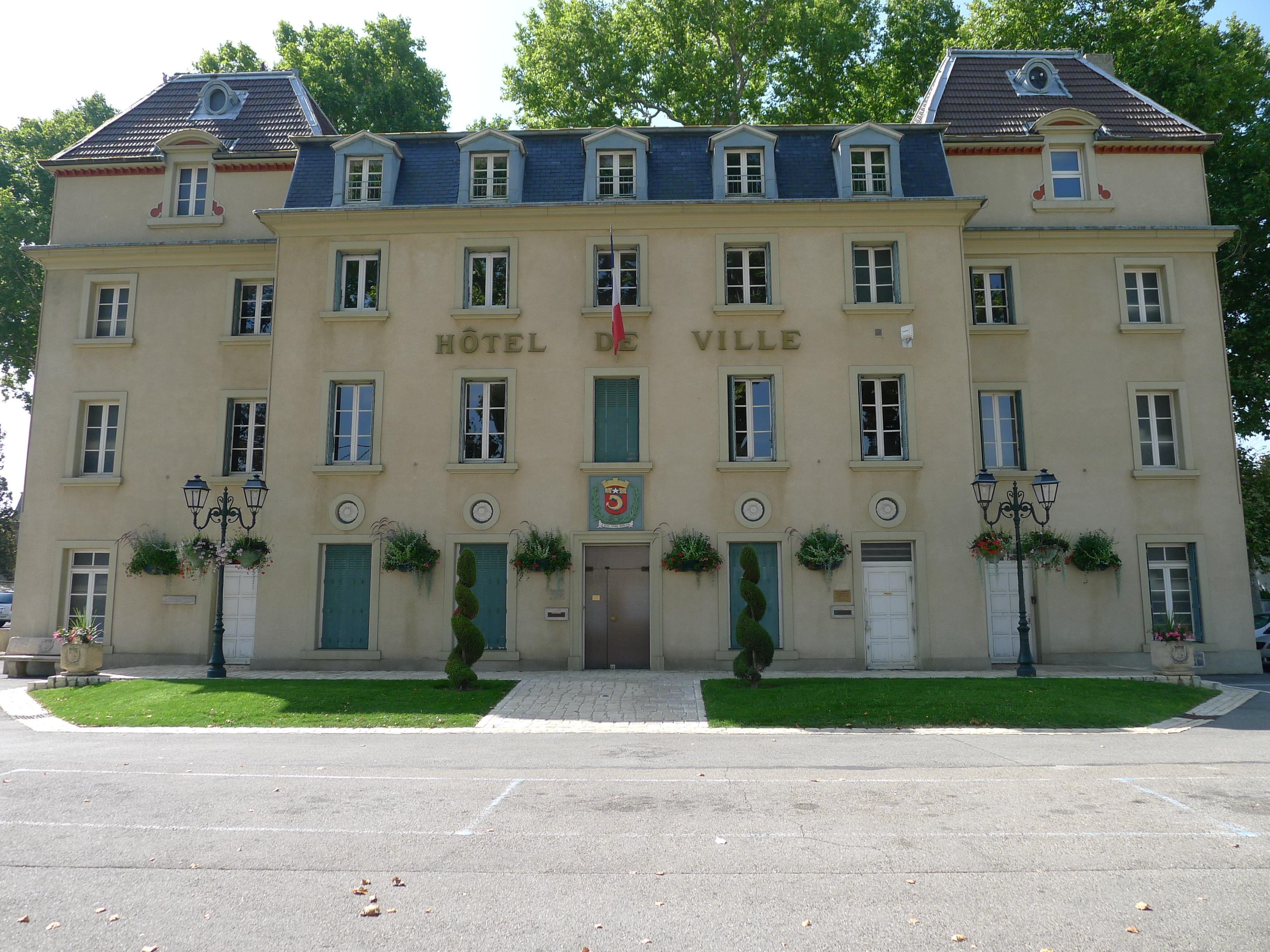
L'hôtel de ville de Tain-l'Hermitage.

### Administration municipale
Le nombre d'habitants au dernier recensement étant compris entre 5 000 et 9 999, le nombre de membres du conseil municipal est de 29.
À la suite de l'élection municipale de 2020, le conseil municipal est composé de huit adjoints et de vingt conseillers municipaux.

### Rattachements administratifs et électoraux
La commune de Tain-l'Hermitage est chef-lieu de canton.

### Politique environnementale

#### Espaces verts et fleurissement
En 2014, la commune de Tain-l'Hermitage a bénéficié du label « ville fleurie » avec « 3 fleurs » attribuées par le Conseil national des villes et villages fleuris de France au concours des villes et villages fleuris depuis 2008.

### Jumelages
- Fellbach (Allemagne)
- Erba (Italie)

## Population et société

### Démographie
L'évolution du nombre d'habitants est connue à travers les recensements de la population effectués dans la commune depuis 1793. Pour les communes de moins de 10 000 habitants, une enquête de recensement portant sur toute la population est réalisée tous les cinq ans, les populations de référence des années intermédiaires étant quant à elles estimées par interpolation ou extrapolation. Pour la commune, le premier recensement exhaustif entrant dans le cadre du nouveau dispositif a été réalisé en 2006.

En 2022, la commune comptait 5 890 habitants, en évolution de −4,91 % par rapport à 2016 (Drôme : +2,64 %, France hors Mayotte : +2,11 %).
| 1793  | 1800  | 1806  | 1821  | 1831  | 1836  | 1841  | 1846  | 1851  |
| ----- | ----- | ----- | ----- | ----- | ----- | ----- | ----- | ----- |
| 1 432 | 1 410 | 1 494 | 1 853 | 2 340 | 2 338 | 2 459 | 2 541 | 2 647 |

| 1856  | 1861  | 1866  | 1872  | 1876  | 1881  | 1886  | 1891  | 1896  |
| ----- | ----- | ----- | ----- | ----- | ----- | ----- | ----- | ----- |
| 2 726 | 2 782 | 2 822 | 3 100 | 2 860 | 2 893 | 3 038 | 3 085 | 2 928 |

| 1901  | 1906  | 1911  | 1921  | 1926  | 1931  | 1936  | 1946  | 1954  |
| ----- | ----- | ----- | ----- | ----- | ----- | ----- | ----- | ----- |
| 3 148 | 3 227 | 3 062 | 2 938 | 3 213 | 3 427 | 3 748 | 3 913 | 4 044 |

| 1962  | 1968  | 1975  | 1982  | 1990  | 1999  | 2006  | 2011  | 2016  |
| ----- | ----- | ----- | ----- | ----- | ----- | ----- | ----- | ----- |
| 5 077 | 5 377 | 5 563 | 5 387 | 5 003 | 5 503 | 5 764 | 5 822 | 6 194 |

| 2021  | 2022  | - | - | - | - | - | - | - |
| ----- | ----- | - | - | - | - | - | - | - |
| 5 958 | 5 890 | - | - | - | - | - | - | - |

### Services et équipements
(Voir plus bas pour les équipements sportifs et culturels)

### Enseignement
La commune est rattachée à l'académie de Grenoble et dispose de :
- trois écoles maternelles,
- trois écoles primaires,
- un lycée hôtelier.

### Santé
La commune propose :
- un centre médical, l'Établissement Médical de La Teppe, fondé il y a 150 ans, accueille des personnes épileptiques ;
- une clinique psychothérapique (La Cerisaie).

### Manifestations culturelles et festivités
- Fête : le deuxième dimanche de mai[17].
- Fête des vendanges : en septembre[25].

La commune accueille plusieurs festivals :
- Festival Les Petites Scènes Découvertes : au printemps et en automne.
- Festival de musique Vochora : durant le mois de juillet.
- Festival national des humoristes : fin août.
- Festival Shakespeare : durant l'été.

### Loisirs
- Chasse[17].

### Sports
- Arts martiaux : Tournon Tain Yamato Kan Karaté Do Shotokai ; Kung-Fu Shaolin Tournon Tain ; Aikikai Tain Tournon ; Judo Club Tain Tournon ; Club Arts-Martiaux Chinois de Tain ; Taekwondo Tain Tournon.
- Athlétisme : Entente Athlétique Tain Tournon.
- Badminton : Le Badminton Club de L'Hermitage et du Tournonais.
- Basketball : Avant Garde Tain Tournon Basket Club.
- Boxe : Boxing Club Tain Tournon.
- Cyclisme : Union Cycliste Tain Tournon ; Friol Club Tain Tournon ; Vélo Club Valrhona Tain Tournon ; VTT Club Tain Tournon.
- Équitation[17].
- Escalade : La Grimpe.
- Escrime : Club Escrime Tain Tournon.
- Football : Racing Club Tain Tournon.
- Gymnastique : Avant Garde Tain Tournon Gymnastique ; Gym Loisirs Santé Tain Tournon.
- Handball : Hand Ball Club Tain Vion Tournon.
- Jeu de boules : Comité Bouliste ; Boule Hermitage Tainoise ; Pétanque de l'Hermitage.
- Rugby : Football Club Toac Toec Rugby.
- Ski : Ski Alpin Tain Tournon.
- Sports nautiques[17] : Sports Nautiques Tain Tournon ; Joutes Tain Tournon ; Canoë-Kayak Tain Tournon ; Club Subaquatique Tain Tournon ; Les Dauphins Tournon Tain.
- Tennis : Tennis Club Tain Tournon.
- Tennis de table : Entente Rhodanienne Tennis de table.

#### Équipements sportifs
La commune dispose de plusieurs installations :
- Complexe sportif Fernand Chapelle, Rue Jean Monnet.
- Espace aquatique LINAE, 24 Avenue du Président Roosevelt.
- Gymnase Pierre Besson, Rue Docteur Tournaire.
- Salle d’arts martiaux, Square de Fellbach.
- Terrains de pétanque et de longue, Parc du Chayla.
- Skate Park, Parc du Chayla.

### Médias
Quatre journaux sont distribués dans les réseaux de presse desservant la commune :
- Le Dauphiné libéré est un journal quotidien de la presse écrite française régionale distribué dans la plupart des départements de l'ancienne région Rhône-Alpes, notamment la Drôme et lArdèche.
- L'Impartial de la Drôme (hebdomadaire local).
- Drôme Hebdo (anciennement Peuple Libre) (hebdomadaire local).
- L'Agriculture drômoise (hebdomadaire agricole et rural).

## Économie

### Agriculture
En 1992 : vignes (les plus vieux vignobles de France), vergers.
- Coopératives agricole, maraîchère, fruitière, lavandicole[17].
- Cave coopérative de vins fins[17].
- Marché : le samedi. Du 1er mai au 31 août, il est quotidien pour les fruits et les légumes[17].
- Foires : les premier samedi de mars, 29 août, samedi proche du 15 novembre[17].

La foire aux vins se déroule en février. Les producteurs des appellations environnantes s'y rassemblent (Crozes-Hermitage (AOC), Hermitage (AOC), Saint-Joseph (AOC), Cornas (AOC), etc.).
Fruits
La Drôme est l'un des premiers départements français producteurs de fruits.

Le canton de Tain cultive notamment les pêches, abricots et cerises. Un groupement d'intérêt économique (GIE) fruitier est implanté à Tain[réf. nécessaire].
Viticulture
La commune et le canton sont réputés pour les vins AOC : hermitage et crozes-hermitage.

Sont aussi produits des vins IGP (indication géographique protégée) comme les Collines Rhodaniennes, les Comtés Rhodaniens, et les AOC côtes du Rhône.
Châtaigne
La châtaigne d'Ardèche est protégée par une AOC depuis le 30 juin 2006. Cette appellation concerne la châtaigne fraîche et sèche, les brises de châtaignes sèches, la farine, la purée et les châtaignes entières épluchées.

Son terroir couvre 108 communes de l'Ardèche, sept du Gard et deux de la Drôme Gervans et Tain-l'Hermitage.

### Industrie
- La chocolaterie[17] Valrhona.
- Une usine de découpage de viande en cours de cessation d'activité[32].
- L'usine Fayol, ancienne briqueterie (1840), et dernière usine de fours à bois traditionnels (Le Panyol) existante en France. Le site est labelisé EPV (Entreprise du Patrimoine Vivant)[33].

### Tourisme
- Syndicat d'initiative (en 1992)[17].
- Randonnées (circuits pédestres)[17].
- « Circuit des Crêtes » (panoramas)[17].

Depuis 1997, un port sur le Rhône permet d'accueillir les bateaux de croisière[réf. nécessaire].
La commune dispose d'un camping municipal (Les Lucs, 56 Avenue du Président Roosevelt).

## Culture locale et patrimoine

### Lieux et monuments
- Taurobole (MH) (IIe siècle)[17] : il s'agit d'un autel taurobolique dont la copie a été installé en centre-ville. L'original est placé en lieu sûr[34].
- Vestiges de remparts : porte de la Bâtie[17], au sud-est de l'église avec la Tour des Adrets (rue de la Bâtie)[réf. nécessaire].
- Chapelle Saint-Christophe (IMH)[17] : elle est perchée au sommet de la colline Hermitage. Selon la légende, un ermite y a vécu[35].
- Vestiges du vieux Tain (Grand Rue) : porte cloutée, voûtes, escaliers à vis, maison du XVIe siècle (rue aux Herbes), tourelle (IMH)[17].
- Hôtel de Larnage (mairie)[17].
- Grenier à sel (XVIe siècle)[36].
- Château de Petite-Rive (clinique)[17].
- Église (XIXe siècle) : lustres de bronze, toiles, orgues (XIXe siècle)[17].

Notre-Dame-de-l'Assomption de la paroisse Saint Vincent (saint Vincent étant le saint patron des viticulteurs).
- Chapelle de l'établissement médical de la Teppe (XIXe siècle) de style gothique[17].
- Deux ponts suspendus sur le Rhône[17],[38], dont la passerelle Marc-Seguin.

L'ancien pont Marc-Seguin a été le premier grand pont suspendu au monde (détruit depuis)[réf. nécessaire].

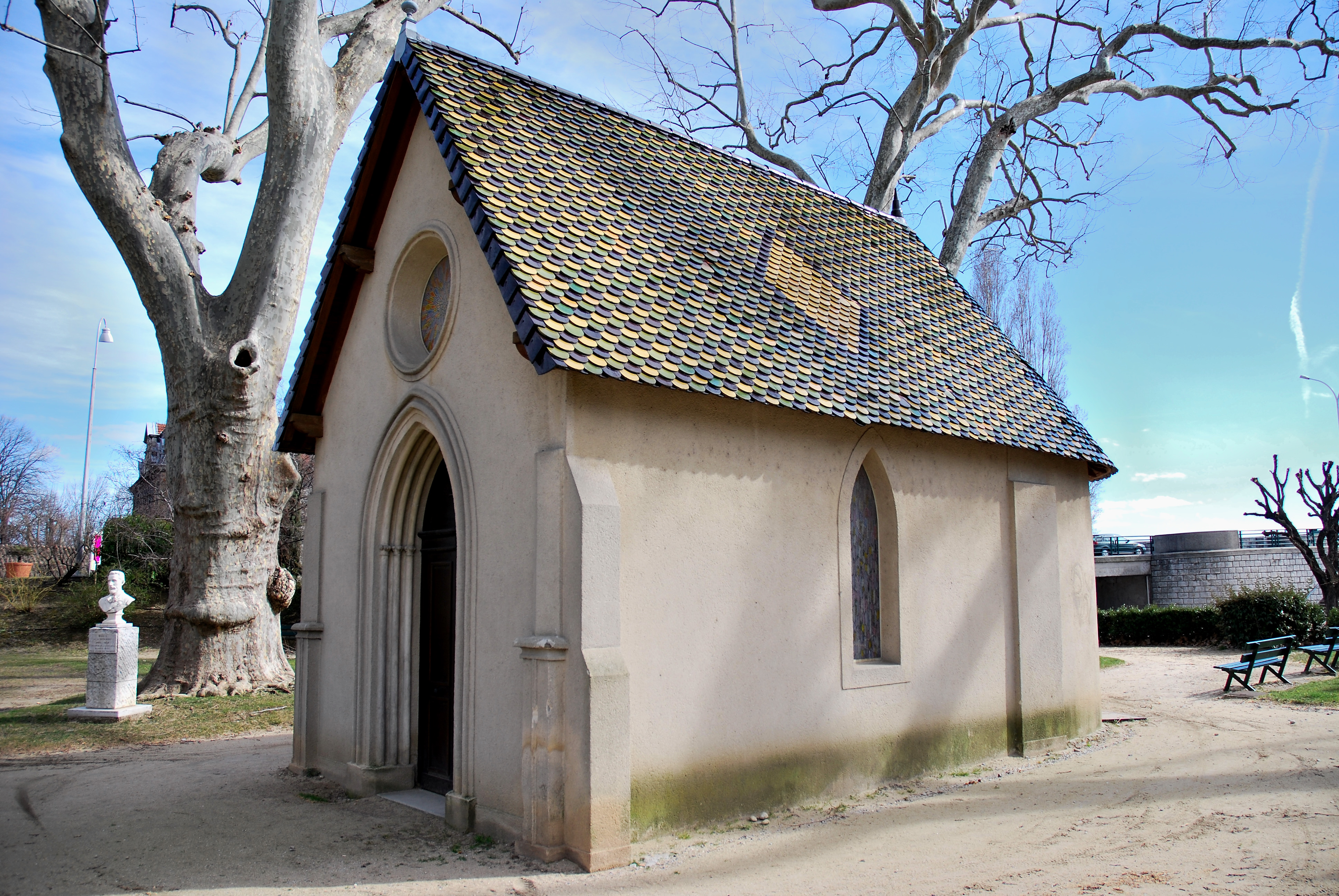
Chapelle de Larnage à Tain.
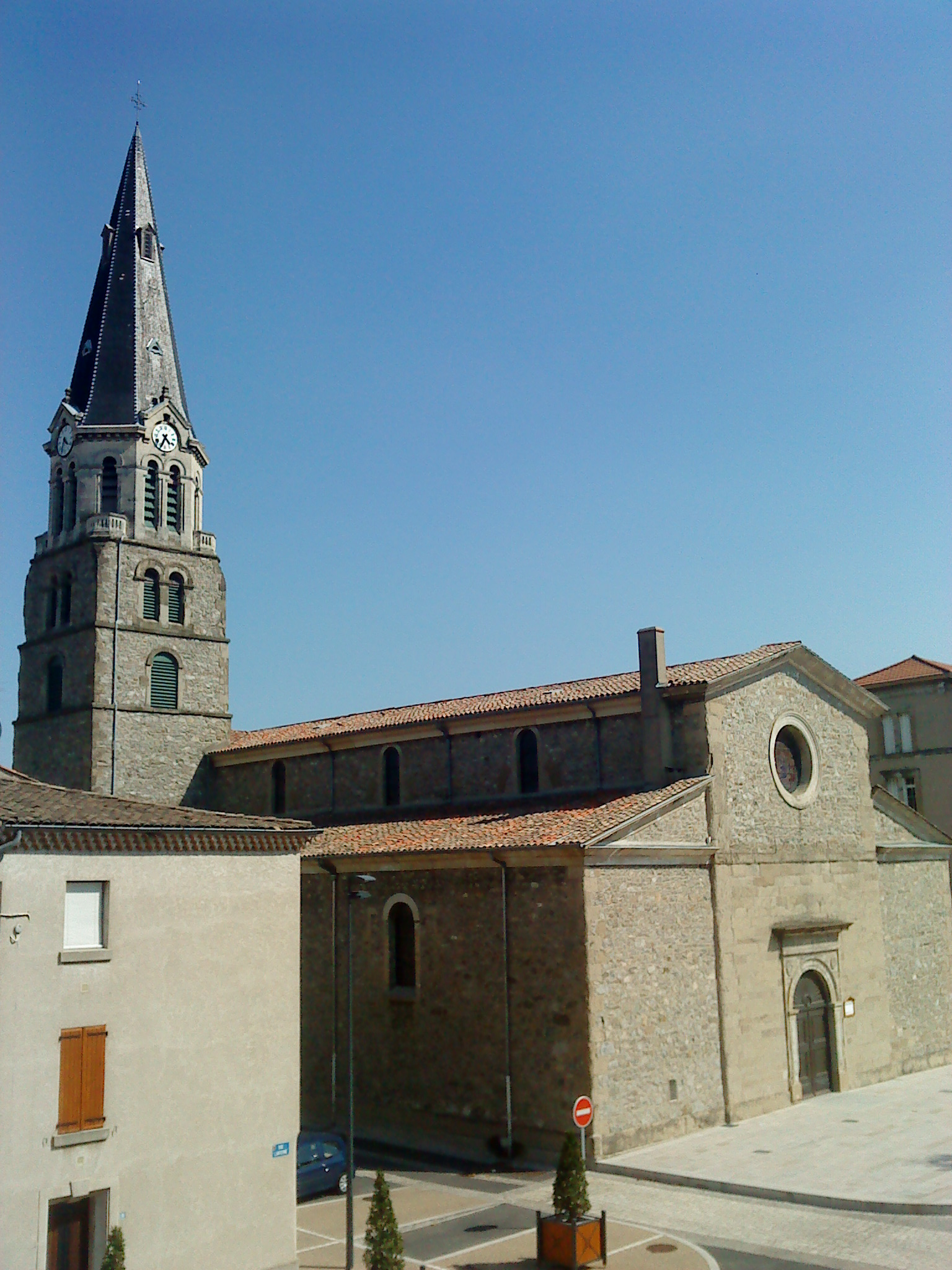
L'église Notre-Dame.
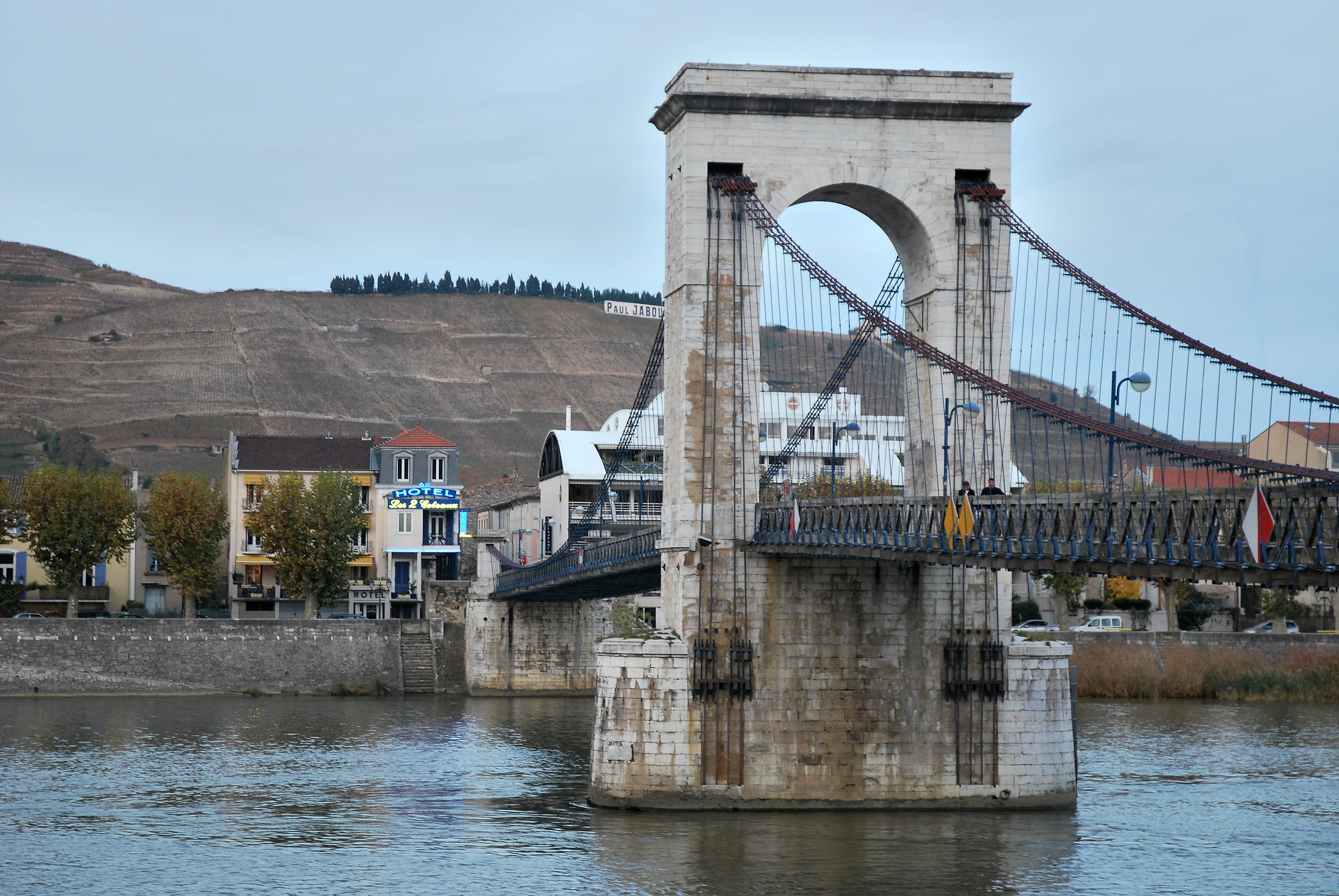
Passerelle Marc-Seguin.
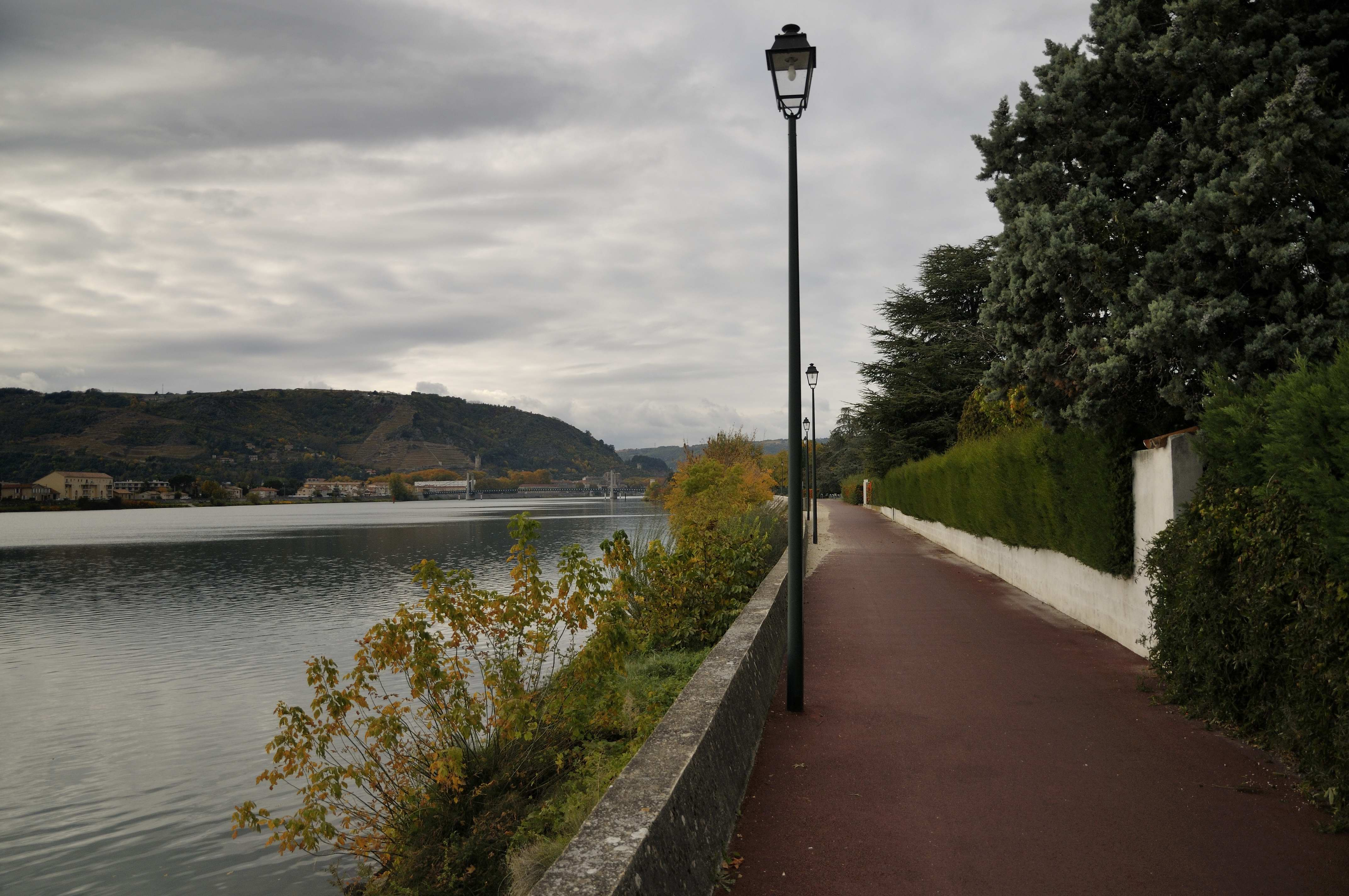
Promenade le long du Rhône.
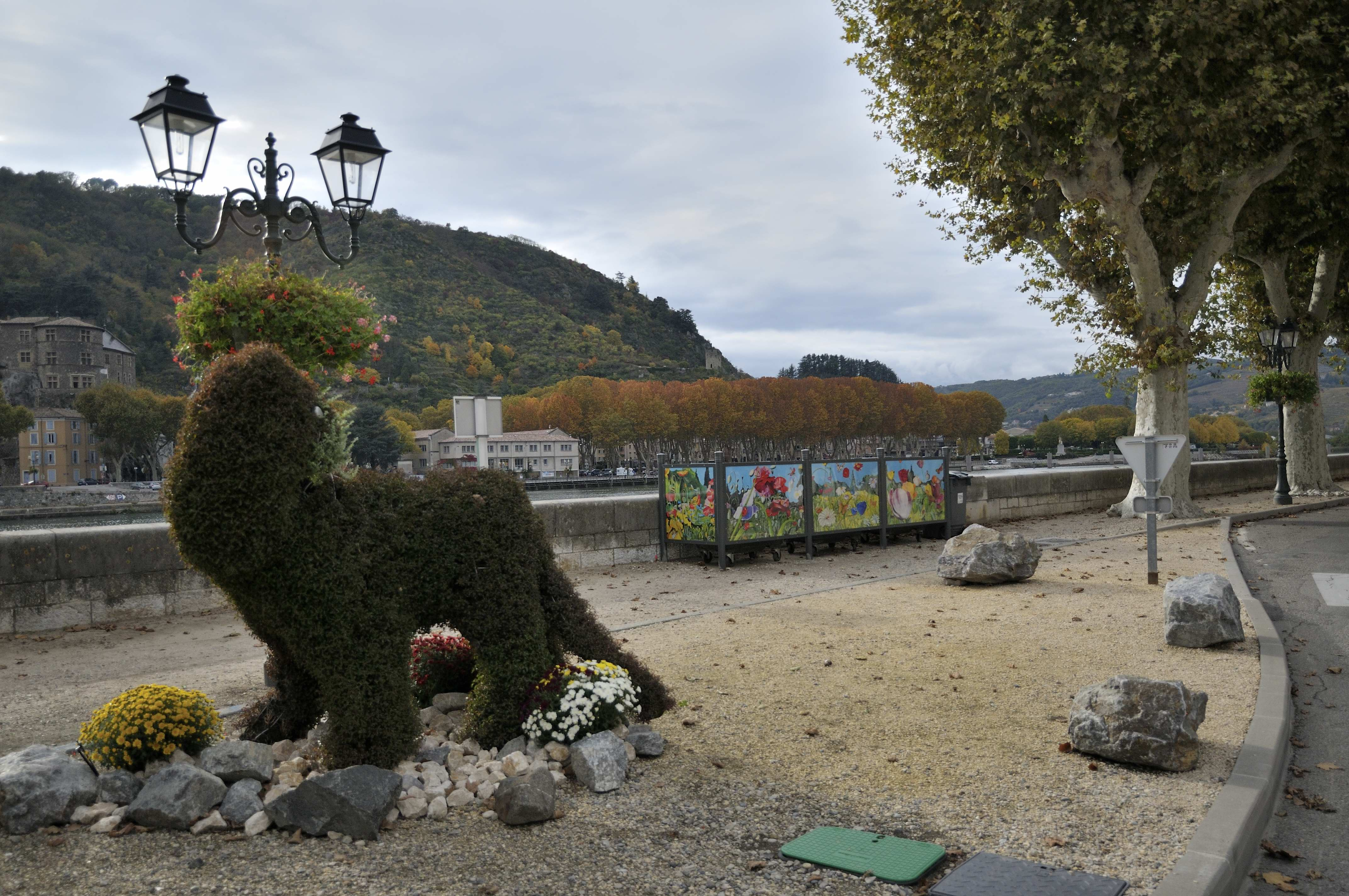
Vue sur Tournon depuis le quai.
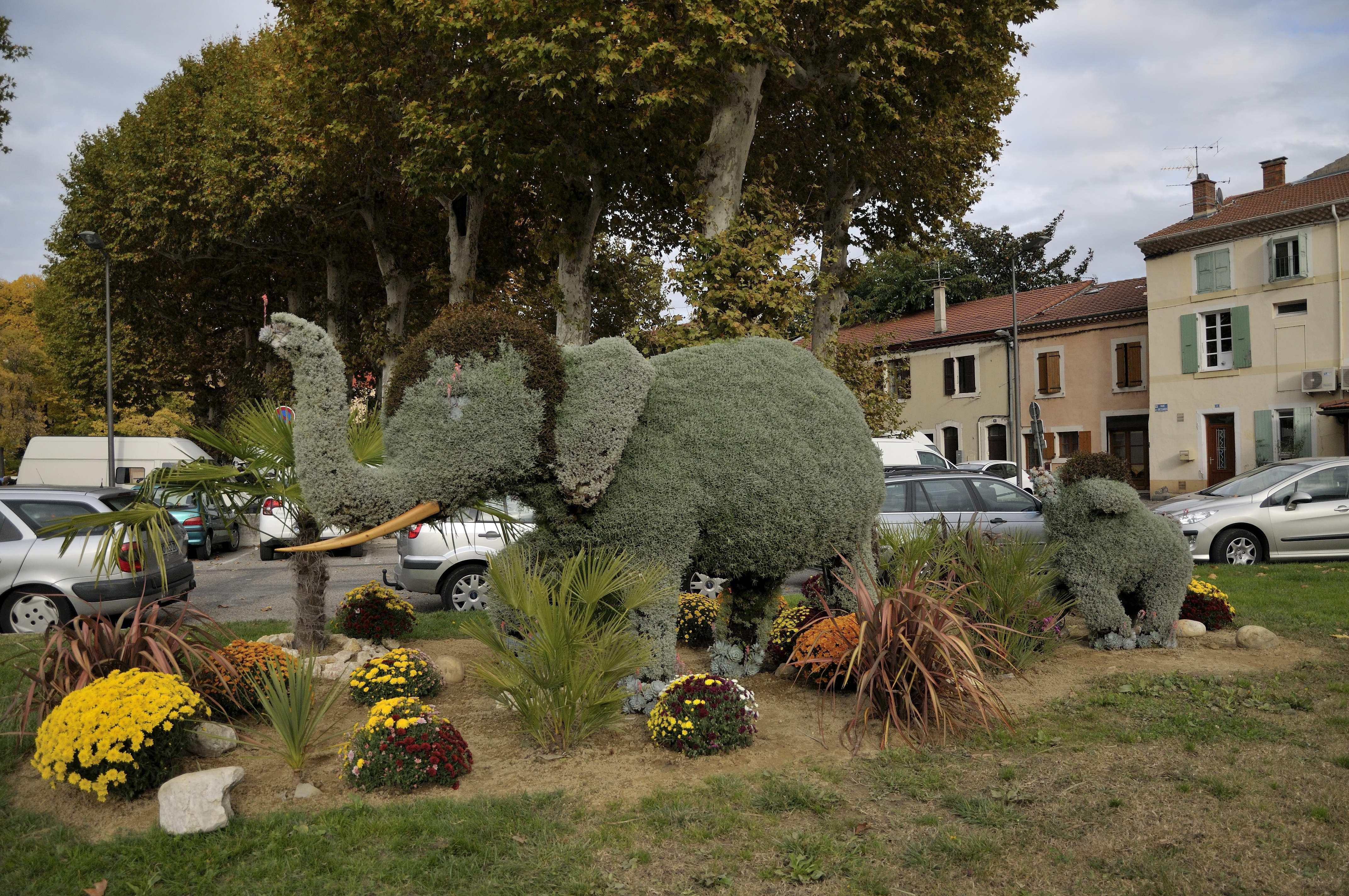
Artistes jardiniers.

### Patrimoine culturel

#### Musées
La commune dispose de plusieurs musées :
- Cité du Chocolat.
- Musée Pierre Palué.
- Maison de l'oratoire.

#### Équipements culturels
La commune dispose de plusieurs installations :
- Espace Charles Trenet, Place du 8 Mai 1945.
- Espace Rochegude, Rue du Bois de l’Europe.
- Bibliothèque pour tous, 6 Place du 8 Mai 194.

#### Associations
- Association musicale Épine-Vinette[17].
- Comité de défense de l'environnement Tain-Tournon[17].

#### Films tournés à Tain-l'Hermitage
- 1947 : Les Amants du pont Saint-Jean d'Henri Decoin.
- 2001 : L'homme du train de Patrice Leconte.
- 2003 : Effroyables Jardins de Jean Becker.

### Patrimoine naturel
- Les Côteaux de l'Hermitage sont protégés en tant que site classé, sous les critères « pittoresque et historique ». Cet ensemble de collines s’étend sur 160 hectares entre Tain l’Hermitage, Crozes-Hermitage et Larnage (classement du 5 juin 2013)[41].

### Personnalités liées à la commune
- Albert Périlhou (1846-1936 à Tain) : compositeur, pianiste et organiste. Il se retira à Tain-l'Hermitage en 1914.
- Maurice de La Sizeranne (1857 à Tain-1924) : devenu aveugle à neuf ans à la suite d'un accident de jeu, il étudie à l'Institut national des jeunes aveugles (INJA). Il se consacre ensuite à la cause des aveugles. Il met au point le braille abrégé français. En 1889, il crée l'Association Valentin Haüy au service des aveugles et des malvoyants et en est le secrétaire général jusqu'à sa mort en 1924. Une rue de la ville porte son nom.
- Gustave Toursier (1869-1950) : organisateur du centenaire du pont Marc-Seguin en 1926, créateur de l'UGR en 1927, à l'origine de la foire aux vins de Tain Tournon. Le pont enjambant le Rhône entre Tain et Tournon a été baptisé pont Gustave-Toursier.
- Émile Friol (1881-1916) : coureur cycliste, marchand de cycles à Tain-l'Hermitage (place de l'Église). Il a été cinq fois champion de France de vitesse, deux fois champion d'Europe de vitesse et deux fois champion du monde de vitesse (1907 et 1910). Il meurt en 1916 à Dury d'un accident de moto.

### Héraldique, logotype et devise
| Blason de Tain-l'Hermitage | Blason de Tain-l'Hermitage : De gueules, au dauphin d'or crêté, barbé, loré, peautré et oreillé d'azur, au chef cousu du même chargé d'une étoile d'argent accostée de deux grappes de raisin tigées et feuillées de deux pièces d'or. Devise : À bon taing, bon vin. |